# Associazione Calcio Bellinzona 2018-2019
Questa voce raccoglie le informazioni riguardanti il Associazione Calcio Bellinzona nelle competizioni ufficiali della stagione 2018-2019.

## Stagione
Nella stagione 2018-2019 il Bellinzona, allenato da Luigi Tirapelle, concluse il campionato di Promotion League al 3º posto. In Coppa Svizzera il Bellinzona fu eliminato al secondo turno dal Winterthur.
La squadra fa il suo esordio in campionato il 4 Agosto 2018 contro il Basilea II. A seguito della ristrutturazione dello Stadio comunale la seconda parte del Campionato è stata disputata a Giubiasco.

## Rosa
| N. |                            | Ruolo | Calciatore           |
| -- | -------------------------- | ----- | -------------------- |
| 22 | Italia (bandiera)          | D     | Diego Cedeno         |
|    | Svizzera (bandiera)        | P     | Davide Beltraminelli |
|    | Svizzera (bandiera)        | P     | Ulisse Pelloni       |
|    | Svizzera (bandiera)        | P     | Aleandro Prati       |
|    | Svizzera (bandiera)        | P     | Stefan Vidovic       |
|    | Svizzera (bandiera)        | D     | André Poças          |
|    | Svizzera (bandiera)        | D     | Patrick Berera       |
|    | Svizzera (bandiera)        | D     | Léo Farine           |
|    | Svizzera (bandiera)        | D     | Antonio Felitti      |
|    | Svizzera (bandiera)        | D     | Daniel Maffi         |
|    | Svizzera (bandiera)        | D     | Michele Monighetti   |
|    | Rep. Dominicana (bandiera) | D     | Tony Perez           |
|    | Svizzera (bandiera)        | D     | Daniele Russo        |
|    | Svizzera (bandiera)        | D     | Tito Tarchini        |

| N. |                      | Ruolo | Calciatore         |
| -- | -------------------- | ----- | ------------------ |
|    | Svizzera (bandiera)  | C     | Luca Anselmi       |
|    | Serbia (bandiera)    | C     | Edmond Berzati     |
|    | Svizzera (bandiera)  | C     | Alessio Bottani    |
|    | Svizzera (bandiera)  | C     | Siyar Doldur       |
|    | Svizzera (bandiera)  | C     | Mirko Facchinetti  |
|    | Svizzera (bandiera)  | C     | David Forzano      |
|    | Svizzera (bandiera)  | C     | Salvatore Guarino  |
|    | Svizzera (bandiera)  | C     | Luca Quadri        |
|    | Svizzera (bandiera)  | C     | Bahadir Yesilcayir |
|    | Svizzera (bandiera)  | A     | Giovanni Italo     |
|    | Argentina (bandiera) | A     | Gastón Magnetti    |
|    | Svizzera (bandiera)  | A     | Federico Novaresi  |
|    | Bulgaria (bandiera)  | A     | David Stojanov     |

## Organigramma societario
Area direttiva
- Presidente: Paolo Righetti

Area organizzativa
- Direttore tecnico: Andy Schär
- Team manager: Daniele Murru

Area comunicazione
- Responsabile: Corrado Barenco

Area tecnica
- Allenatore: Luigi Tirapelle
- Allenatore in seconda: Marco Piccinno
- Preparatore dei portieri: Ramon Consoli
- Preparatori atletici: Manuele Ferrini
- Direttore sportivo: Paolo Gaggi

Area sanitaria
- Medico sociale: Cristiano Bernasconi
- Massaggiatori: Giuseppe La Falce

## Calciomercato

### Sessione estiva
| Acquisti | Acquisti           | Acquisti        | Acquisti       |
| R.       | Nome               | da              | Modalità       |
| -------- | ------------------ | --------------- | -------------- |
| C        | Bahadir Yesilcayir | Rapperswil-Jona | prestito       |
| C        | Siyar Doldur       | Sion U-21       | prestito       |
| C        | Edmond Berzati     | Bellinzona U-18 | proprio vivaio |
| D        | Leo Farine         | Neuchâtel Xamax | prestito       |

| Cessioni | Cessioni          | Cessioni                  | Cessioni   |
| R.       | Nome              | a                         | Modalità   |
| -------- | ----------------- | ------------------------- | ---------- |
| C        | Michael Mele      | Mendrisio                 | definitivo |
| D        | Aleksandar Djuric | Cadenazzo                 | definitivo |
| P        | Danilo Sperduti   | non conosciuta (bandiera) | svincolato |
| C        | Mario Zubčić      | non conosciuta (bandiera) | svincolato |
| C        | Isacco Tuz        | non conosciuta (bandiera) | svincolato |

### Sessione invernale
| Acquisti | Acquisti           | Acquisti | Acquisti |
| R.       | Nome               | da       | Modalità |
| -------- | ------------------ | -------- | -------- |
| D        | Michele Monighetti | Chiasso  | prestito |

| Cessioni | Cessioni     | Cessioni | Cessioni   |
| R.       | Nome         | a        | Modalità   |
| -------- | ------------ | -------- | ---------- |
| C        | Renato Sergi | Arbedo   | definitivo |

## Risultati

### Promotion League
| Arbitro: | Superczynski |

|  |           |                        |
|  | Marcatori | 59’ Maffi 83’ Stojanov |

| Arbitro: | Bosnic |

|                         |           |            |
| Guarino 9’ Magnetti 71’ | Marcatori | 49’ Kouamé |

| Arbitro: | Gianforte |

|                 |           |  |
| Gasser 57’, 90’ | Marcatori |  |

| Cham 29 agosto 2018, ore 19:30 CEST 4ª giornata | Cham  | 0 – 0 referto | Bellinzona | Stadio Eizmoos (450 spett.)\| Arbitro: \| Borra \| |
| Arbitro:                                        | Borra |               |            |                                                    |

| Arbitro: | Gut |

|  |           |                |
|  | Marcatori | 30’ Ciarrocchi |

| Arbitro: | Dudic |

|            |           |              |
| Shalaj 30’ | Marcatori | 82’ Magnetti |

| Arbitro: | Thies |

|                     |           |             |
| Magnetti 87’ (rig.) | Marcatori | 3’ Gauthier |

| Arbitro: | Odiet |

|            |           |                        |
| Ndiaye 85’ | Marcatori | 5’ Felitti 83’ Guarino |

| Arbitro: | Morais |

|  |           |              |
|  | Marcatori | 76’ Makshana |

| Arbitro: | Ljatifi |

|  |           |                                  |
|  | Marcatori | 47’ (rig.) Magnetti 90’ Stojanov |

| Arbitro: | von Mandach |

|              |           |            |
| Magnetti 83’ | Marcatori | 74’ Eberle |

| Arbitro: | Wolfensberger |

|                            |           |                                   |
| de Freitas 56’ Demolli 87’ | Marcatori | 8’ Farine 34’ Berera 40’ Stojanov |

| Arbitro: | Piccolo |

|                                             |           |                            |
| Magnetti 5’ Stojanov 83’ (rig.) Felitti 90’ | Marcatori | 24’ (rig.) Guto 69’ Seferi |

| Arbitro: | Dégallier |

|             |           |                 |
| Morelli 43’ | Marcatori | 18’ Facchinetti |

| Arbitro: | Huber |

|           |           |  |
| Italo 52’ | Marcatori |  |

| Bellinzona 11 novembre 2018, ore 14:30 CET 16ª giornata | Bellinzona | 0 – 0 referto | Basilea II | Stadio comunale (1 200 spett.)\| Arbitro: \| Dudic \| |
| Arbitro:                                                | Dudic      |               |            |                                                       |

| Arbitro: | Superczynski |

|           |           |                     |
| Cavar 89’ | Marcatori | 76’ (rig.) Magnetti |

| Arbitro: | Gianforte |

|                                 |           |  |
| Felitti 59’ Italo 82’ Maffi 90’ | Marcatori |  |

| Arbitro: | Ljatifi |

|                                     |           |           |
| Facchinetti 41’ Stojanov 51’ (rig.) | Marcatori | 37’ Balaj |

| Yverdon-les-Bains 16 marzo 2019, ore 17:30 CET 20ª giornata | Yverdon    | 0 – 0 referto | Bellinzona | Stade Municipal (520 spett.)\| Arbitro: \| Rothenfluh \| |
| Arbitro:                                                    | Rothenfluh |               |            |                                                          |

| Arbitro: | Bosnic |

|              |           |            |
| Magnetti 40’ | Marcatori | 27’ Briner |

| Arbitro: | Borra |

|                       |           |                   |
| Pimenta 12’, 23’, 46’ | Marcatori | 67’, 90’ Magnetti |

| Arbitro: | Bannwart |

|                                 |           |                       |
| Italo 8’ Forzano 59’ Berera 65’ | Marcatori | 31’ Nsiala 52’ Delley |

| Arbitro: | Ovcharov |

|  |           |                          |
|  | Marcatori | 34’ Guarino 81’ Magnetti |

| Arbitro: | Kanagasingam |

|              |           |  |
| Magnetti 90’ | Marcatori |  |

| Arbitro: | Hürlimann |

|              |           |                    |
| Abegglen 45’ | Marcatori | 1’ (rig.) Magnetti |

| Arbitro: | Hänggi |

|                                                |           |  |
| Magnetti 15’, 20’ Stojanov 54’, 73’ Berera 80’ | Marcatori |  |

| Arbitro: | Bannwart |

|  |           |                       |
|  | Marcatori | 42’ Russo 84’ Felitti |

| Arbitro: | Turkes |

|                                                      |           |  |
| Facchinetti 8’ Yesilcayir 41’ Italo 69’ Stojanov 80’ | Marcatori |  |

| Saviése 25 maggio 2019, ore 16:00 CEST 30ª giornata                        | Sion II   | 0 – 3 referto                            | Bellinzona | Stade de Saint-Germain (150 spett.) |
| \| \| \| \| \| \| Marcatori \| 14’ Magnetti 29’ Yesilcayir 77’ Stojanov \| |           |                                          |            |                                     |
|                                                                            |           |                                          |            |                                     |
|                                                                            | Marcatori | 14’ Magnetti 29’ Yesilcayir 77’ Stojanov |            |                                     |

### Coppa Svizzera
| Arbitro: | Turkes |

|                                               |           |  |
| Stojanov 4’, 81’ Facchinetti 11’ Magnetti 39’ | Marcatori |  |

| Arbitro: | Horisberger |

|              |           |                       |
| Magnetti 55’ | Marcatori | 9’ Doumbia 68’ Sutter |

## Statistiche

### Statistiche di squadra
| Competizione     | Punti | In casa | In casa | In casa | In casa | In casa | In casa | In trasferta | In trasferta | In trasferta | In trasferta | In trasferta | In trasferta | Totale | Totale | Totale | Totale | Totale | Totale | DR  |
| Competizione     | Punti | G       | V       | N       | P       | Gf      | Gs      | G            | V            | N            | P            | Gf           | Gs           | G      | V      | N      | P      | Gf     | Gs     | DR  |
| ---------------- | ----- | ------- | ------- | ------- | ------- | ------- | ------- | ------------ | ------------ | ------------ | ------------ | ------------ | ------------ | ------ | ------ | ------ | ------ | ------ | ------ | --- |
| Promotion League | 58    | 15      | 9       | 4       | 2       | 27      | 11      | 15           | 7            | 6            | 2            | 22           | 12           | 30     | 16     | 10     | 4      | 49     | 23     | +26 |
| Coppa Svizzera   | -     | 2       | 1       | 0       | 1       | 5       | 2       | 0            | 0            | 0            | 0            | 0            | 0            | 2      | 1      | 0      | 1      | 5      | 2      | +3  |
| Totale           | 58    | 17      | 10      | 4       | 3       | 32      | 13      | 15           | 7            | 6            | 2            | 22           | 12           | 32     | 17     | 10     | 5      | 54     | 25     | +29 |

### Andamento in campionato
| Giornata  | 1 | 2 | 3 | 4 | 5 | 6 | 7 | 8 | 9 | 10 | 11 | 12 | 13 | 14 | 15 | 16 | 17 | 18 | 19 | 20 | 21 | 22 | 23 | 24 | 25 | 26 | 27 | 28 | 29 | 30 |
| --------- | - | - | - | - | - | - | - | - | - | -- | -- | -- | -- | -- | -- | -- | -- | -- | -- | -- | -- | -- | -- | -- | -- | -- | -- | -- | -- | -- |
| Luogo     | T | C | T | T | C | T | C | T | C | T  | C  | T  | C  | T  | C  | C  | T  | C  | C  | T  | C  | T  | C  | T  | C  | T  | C  | T  | C  | T  |
| Risultato | V | V | P | N | P | N | N | V | P | V  | N  | V  | V  | N  | V  | N  | N  | V  | V  | N  | N  | P  | V  | V  | V  | N  | V  | V  | V  | V  |
| Posizione | 4 | 3 | 4 | 5 | 8 | 9 | 9 | 6 | 9 | 7  | 8  | 7  | 7  | 6  | 5  | 5  | 4  | 4  | 3  | 3  | 3  | 4  | 3  | 3  | 3  | 3  | 3  | 3  | 3  | 3  |

Legenda:

Luogo: C = Casa; T = Trasferta. Risultato: V = Vittoria; N = Pareggio; P = Sconfitta.

### Statistiche dei giocatori
| Giocatore        | Promotion League | Promotion League | Promotion League | Promotion League | Coppa Svizzera | Coppa Svizzera | Coppa Svizzera | Coppa Svizzera | Totale   | Totale | Totale      | Totale     |
| Giocatore        | Presenze         | Reti             | Ammonizioni      | Espulsioni       | Presenze       | Reti           | Ammonizioni    | Espulsioni     | Presenze | Reti   | Ammonizioni | Espulsioni |
| ---------------- | ---------------- | ---------------- | ---------------- | ---------------- | -------------- | -------------- | -------------- | -------------- | -------- | ------ | ----------- | ---------- |
| L. Anselmi       | 2                | 0                | 0                | 0                | 0              | 0              | 0              | 0              | 2        | 0      | 0           | 0          |
| D. Beltraminelli | 0                | 0                | 0                | 0                | 0              | 0              | 0              | 0              | 0        | 0      | 0           | 0          |
| P. Berera        | 24               | 3                | 4                | 1                | 2              | 0              | 0              | 0              | 26       | 3      | 4           | 1          |
| E. Berzati       | 16               | 0                | 1                | 1                | 1              | 0              | 0              | 0              | 17       | 0      | 1           | 1          |
| A. Bottani       | 10               | 0                | 0                | 0                | 1              | 0              | 0              | 0              | 11       | 0      | 0           | 0          |
| D. Cedeno        | 0                | 0                | 0                | 0                | 0              | 0              | 0              | 0              | 0        | 0      | 0           | 0          |
| S. Doldur        | 23               | 0                | 3                | 0                | 1              | 0              | 1              | 0              | 24       | 0      | 4           | 0          |
| M. Facchinetti   | 24               | 3                | 4                | 0                | 2              | 1              | 0              | 0              | 26       | 4      | 4           | 0          |
| L. Farine        | 21               | 1                | 3                | 1                | 2              | 0              | 0              | 0              | 23       | 1      | 3           | 1          |
| A. Felitti       | 27               | 4                | 10               | 0                | 2              | 0              | 0              | 0              | 29       | 4      | 10          | 0          |
| D. Forzano       | 25               | 1                | 3                | 0                | 1              | 0              | 0              | 0              | 26       | 1      | 3           | 0          |
| J. Grilo         | 0                | 0                | 0                | 0                | 0              | 0              | 0              | 0              | 0        | 0      | 0           | 0          |
| S. Guarino       | 29               | 3                | 0                | 0                | 2              | 0              | 1              | 0              | 31       | 3      | 1           | 0          |
| G. Italo         | 25               | 4                | 5                | 0                | 1              | 0              | 0              | 0              | 26       | 4      | 5           | 0          |
| L. Lafranchi     | 1                | 0                | 0                | 0                | 0              | 0              | 0              | 0              | 1        | 0      | 0           | 0          |
| D. Maffi         | 18               | 2                | 5                | 0                | 1              | 0              | 0              | 0              | 19       | 2      | 5           | 0          |
| G. Magnetti      | 24               | 16               | 6                | 0                | 2              | 2              | 0              | 0              | 26       | 18     | 6           | 0          |
| M. Monighetti    | 13               | 0                | 2                | 0                | 0              | 0              | 0              | 0              | 13       | 0      | 2           | 0          |
| F. Novaresi      | 0                | 0                | 0                | 0                | 0              | 0              | 0              | 0              | 0        | 0      | 0           | 0          |
| U. Pelloni       | 25               | 0                | 1                | 1                | 2              | 0              | 0              | 0              | 27       | 0      | 1           | 1          |
| T. Perez         | 0                | 0                | 0                | 0                | 0              | 0              | 0              | 0              | 0        | 0      | 0           | 0          |
| T. Perpignano    | 0                | 0                | 0                | 0                | 0              | 0              | 0              | 0              | 0        | 0      | 0           | 0          |
| A. Poças         | 3                | 0                | 0                | 0                | 0              | 0              | 0              | 0              | 3        | 0      | 0           | 0          |
| A. Prati         | 6                | 0                | 0                | 0                | 0              | 0              | 0              | 0              | 6        | 0      | 0           | 0          |
| L. Quadri        | 26               | 0                | 5                | 0                | 1              | 0              | 0              | 0              | 27       | 0      | 5           | 0          |
| D. Russo         | 23               | 1                | 4                | 0                | 2              | 0              | 0              | 0              | 25       | 1      | 4           | 0          |
| M. Schneeberger  | 0                | 0                | 0                | 0                | 0              | 0              | 0              | 0              | 0        | 0      | 0           | 0          |
| R. Sergi         | 10               | 0                | 0                | 0                | 1              | 0              | 0              | 0              | 11       | 0      | 0           | 0          |
| D. Stojanov      | 29               | 9                | 1                | 0                | 2              | 2              | 0              | 0              | 31       | 11     | 1           | 0          |
| T. Tarchini      | 21               | 0                | 3                | 0                | 1              | 0              | 0              | 0              | 22       | 0      | 3           | 0          |
| S. Vidovic       | 0                | 0                | 0                | 0                | 0              | 0              | 0              | 0              | 0        | 0      | 0           | 0          |
| B. Yesilcayir    | 16               | 2                | 2                | 0                | 1              | 0              | 0              | 0              | 17       | 2      | 2           | 0          |